# إصدارات الأفلام المقرصنة
إصدارات الأفلام المقرصنة هي الأنواع المختلفة للأفلام المقرصنة التي يتم تداولها على الإنترنت بشكل غير قانوني. وتختلف بشكل كبير من حيث الندرة والجودة بسبب المصادر والأساليب المختلفة المستخدمة للحصول على محتوى الفيديو، بالإضافة إلى صيغ الترميز. قد تكون إصدارات الأفلام المقرصنة مسجّلة بكاميرات وتكون جودة الفيلم بالغة الإنخفاض؛ أو من أقراص Screener وWorkprint أو نسخ (DDC)، أو نسخ مسجّلة من أجهزة العرض السينمائي وتسمى Telecine، أو منسوخة من إحدى منصات المشاهدة حسب الطلب (VOD) أو مسجّلة من التليفزيون، أو منسوخة من أقراص DVD أو بلو راي.

## تاريخ
عادةً ما يتم إصدار الأفلام المقرصنة بصيغ متعددة ونسخ مختلفة كلما توفرت مصادر أفضل. عادةً ما يتم ترميز الإصدارات بالصيغ الشائعة وقت الترميز. غالبًا ما تغيرت مصادر النسخ المقرصنة بمرور الوقت استجابة للتكنولوجيا أو تدابير مكافحة القرصنة التي تقوم بها الشركات المنتجة.

### النسخ المصوّرة بالكاميرات
إصدارات النسخ المصوّرة بالكاميرات هي النسخ الأولى المقرصنة التي يتم طرحها من الأفلام ويتم تنفيذها من خلال تسجيل شاشة العرض السينمائي التي يعرض عليها الفيلم في السينما. وجعل هذا بإمكان مجموعات القرصنة أن تقرصن الأفلام التي كانت لا تزال تعرض في السينما «وليس النسخ المصدرة للعرض المنزلي (كالـدي في دي والبلو راي)»، تم التوصل لطرق بديلة للقرصنة، حيث عانت هذه الإصدارات في كثير من الأحيان من جودة منخفضة بشكل واضح حيث كانت تتطلب تسجيل فيديو بكاميرا لا يمكن اكتشافها في دور السينما.

### الإصدار المسبق
ابتداءً من عام 1998، بدأت مجموعات ويرز في طرح الأفلام على الإنترنت قبل طرحها في دور العرض. تأتي هذه الإصدارات المقرصنة عادة في شكل قرص فيديو أو قرص سوبر فيديو. وخير مثال على ذلك هو تسريب فيلم الفطيرة الأمريكية. هذا ملحوظ لثلاثة أسباب:
1. سُربت بنسخة Workprint لم يتم الإنتهاء من العمل عليها وغير مقتطعة. تم قطع بضعة مشاهد من إصدار العرض السينمائي لاحقاً لعدة دقائق وتم إعادة صياغة بعض المشاهد لتجنب العري إلتزاماً بإرشادات جمعية الفيلم الأمريكي.
2. أُصدرت قبل شهرين تقريبًا من عرضه في السينمات «تحدثت CNN Headline News عن التسؤيب المبكر».
3. أُدرج من قبل شركة الإنتاج كأحد أسباب إصدارها لإصدار دي في دي غير مقتطع.

### الإصدارات المنسوخة من دي في دي ومنصات العرض حسب الطلب

#### ديف إكس
في أكتوبر 1999، تم إصدار DeCSS. يسمح هذا البرنامج لأي شخص بإزالة تشفير بعثرة المحتوى من على قرص دي في دي. على الرغم من أن مبرمجينه قصدوا استخدام البرنامج فقط لأغراض التشغيل، هذا يعني أيضًا أنه يمكن للمرء فك شفرة المحتوى تمامًا للنسخ؛ إلى جانب برنامج الترميز ديف إكس 3.11 Alpha الذي تم إصداره بعد فترة وجيزة، أدى برنامج الترميز الجديد إلى زيادة جودة الفيديو من في إتش إس إلى جودة دي في دي تقريبًا عند التشفير من مصدر دي في دي.

#### Xvid
كانت إصدارات ديف إكس المبكرة في الغالب داخلية بين المنتديات، ولكن بمجرد انتشار برنامج الترميز، أصبح مقبولاً كمعيار وسرعان ما أصبح التنسيق الأكثر استخدامًا في المجال. بمساعدة من الذين عملوا إما في دار سينما أو شركة إنتاج أفلام أو شركة تأجير فيديو، تم تزويد مجموعات القرصنة بكميات هائلة من المعلومات، وبدأت الإصدارات الجديدة في الظهور بوتيرة سريعة جداً. عندما تم إطلاق الإصدار 4.0 من ديف إكس، أصبح برنامج الترميز مدفوعاً وليس مجانياً فأصبح هناك حاجة إلى برنامج ترميز مجاني، Xvid «أُطلق عليه لاحقًا»XviD«، وهي كلمة»DivX«ولكن مقلوبة». مع الوقت، قام المستخدمين بإستبدال DivX بـXviD تمامًا. على الرغم من أن برنامج ترميز ديف إكس قد تطور من الإصدار 4 إلى 10.6 خلال هذا الوقت، إلا أنه تم منع إستخدامه  في مواقع Warez نظرًا إلى أنه لم يعد مجانياً.

#### x264
في فبراير 2012، أعلن اتحاد مجموعات القرصنة الشعبية رسميًا أكس 264، برنامج ترميز H.264 المجاني، كمعيار جديد للإصدارات،  ليحل محل التنسيق السابق، الذي كان ترميز XviD وتم ترميوه بصيغة تداخل الصوت والفيديو. كما أن الانتقال إلى H.264 قضى على استخدام صيغة AVI وأدى إلى إنتشار صيغتي إم بي إي جي-4 بارت 14 وماتروسكا والتي تستخدم عادةً اسم الصيغة "MKV"

#### x265 (HEVC)
مع تزايد شعبية مواقع بث الأفلام عبر الإنترنت مثل نتفليكس، فصار يتم نسخ بعض الأفلام من هذه المواقع الآن ويتم ترميزها بترميز HEVC وصيغة ماتروسكا. يسمح هذ الترميز بترميز فيلم عالي الجودة بحجم ملف أصغر نسبياً.

## أنواع الإصدارات
يوجد أدناه جدول لأنواع إصدارات الأفلام المقرصنة مع المصادر ذات الصلة، مرتبة من الأقل إلى الأعلى من حيث الجودة. قواعد المجال هي ما تحدد الصيغ والطريقة التي سيتم بها حزم وتوزيع كل نوع إصدار.
| النوع                                          | الاسم الشائع                                                                              | الشعبية                          |
| ---------------------------------------------- | ----------------------------------------------------------------------------------------- | -------------------------------- |
| Cam                                            | - CAM-Rip - CAM - HDCAM                                                                   | شائع، جودة الصوت والفيديو منخفضة |
| Telesync                                       | - TS - HDTS - TELESYNC - PDVD - PreDVDRip                                                 | غير منتشر                        |
| Workprint                                      | - WP - WORKPRINT                                                                          | نادر للغاية                      |
| Telecine                                       | - TC - HDTC - TELECINE                                                                    | نادر جداً                         |
| Pay-Per-View Rip                               | - PPV - PPVRip                                                                            | نادر جدًا، يفضل WEB-DL            |
| Screener                                       | - SCR - SCREENER - DVDSCR - DVDScreener - BDSCR                                           | غير منتشر                        |
| نسخة التوزيع الرقمي أو محتوى رقمي قابل للتنزيل | - DDC                                                                                     | نادر                             |
| R5                                             | - R5 - R5.LINE - R5. AC3.5.1. HQ                                                          | نادر                             |
| DVD-Rip                                        | - DVDRip - DVDMux                                                                         | نادر، ويفضل BD / BluRay          |
| DVD-R                                          | - DVDR - DVD-Full - Full-Rip - ISO Rip - Lossless Rip - Untouched Rip - DVD-5 - DVD-9     | شائع                             |
| HDTV أو PDTV أو DSRip                          | - DSR - DSRip - SATRip - DTHRip - DVBRip - HDTV - PDTV - DTVRip - TVRip - HDTVRip         | شائع                             |
| VODRip                                         | - VODRip - VODR                                                                           | نادر جدًا، يُفضل WEBCap            |
| WEB-DL (P2P)                                   | - WEBDL - WEB DL - WEB-DL - HDRip - WEB-DLRip                                             | شائع للغاية                      |
| WEBRip                                         | - WEBRip (P2P) - WEB Rip (P2P) - WEB-Rip (P2P) - WEB (Scene)                              | منتشر، يفضل WEB-DL               |
| WEBCap                                         | - WEB-Cap - WEBCAP - WEB Cap                                                              | منتشر، يفضل WEB-DL               |
| HC HD-Rip                                      | - HC - HD-Rip                                                                             | منتشر، يفضل WEB-DL               |
| Blu-ray/BD/BRRip                               | - Blu-Ray - BluRay - BLURAY - BDRip - BRip - BRRip - BDMV - BDR - BD25 - BD50 - BD5 - BD9 | شائع للغاية                      |

### Cam/CamRip
نسخة كاميرا هي نسخة مسجلة من شاشة السينما بواسطة كاميرا تسجيل فيديو أو هاتف محمول. مصدر الصوت يكون ميكروفون الكاميرا. نسخ Cam عادةً ما تظهر على الإنترنت بعد العرض الأول للفيلم أو عند طرحه في دور العرض السينمائي. تتراوح الجودة من رديئة إلى متوسطة، وهذا يعتمد على خبرة المجموعة أو الشخص الذي قام بإصدار النسخة وعلى دقة الكاميرا المستخدمة في التسجيل. العيب الرئيسي لهذه النسخة هو جودة الصوت. لا يقوم الميكروفون بتسجيل الصوت من الفيلم فحسب، بل يسجل أيضًا صوت الخلفية في السينما. يمكن للكاميرا أيضًا تسجيل حركات وصوت الجمهور في السينما، على سبيل المثال، عندما يقف شخص ما أمام الشاشة، أو عندما يضحك الجمهور في لحظة مضحكة في الفيلم.

### Telesync
Telesync (TS) هي تسجيل غير قانوني لفيلم تم تسجيله في دار سينما، ويتم تصويره أحيانًا باستخدام كاميرا احترافية على حامل ثلاثي القوائم في حجرة العرض. يتمثل الاختلاف الرئيسي بين نسخة CAM و TS في أن صوت TS يتم التقاطه من خلال اتصال مباشر بمصدر الصوت «غالبًا ما يكون وصلة السماعات في جانب الكرسي المصنوعة لضعاف السمع، أو من غرفة التشغيل». في كثير من الأحيان، يتم الخلط بين نسختي Cam وTelesync. يتم استخدام اسم HDTS للإشارة إلى أن التسجيل فيديو عالي الوضوح.

### Workprint
نسخة Workprint هي نسخة منسوخة من نسخة غير مكتملة من فيلم أنتجه الاستوديو. بمعنى أصحّ، تكون نسخة Workprint ينقص منها المؤثرات والفلاتر، وتختلف عن إصدارها السينمائي. تحتوي بعض نسخ Workprint على عدّاد وقت يعمل في الزاوية أو على الحافة العلوية من الشاشة؛ قد تتضمن بعض النسخ أيضًا علامة مائية. قد تكون نسخة Workprint نسخة غير مقتطعة، وتفتقد بعض المشاهد الموسيقى التصويرية التي ستظهر في الفيلم النهائي "أو بها مشاهد تم قصها لاحقًا)

### Telecine
نسخة Telecine هي نسخة تم التقاطها من نسخة ة فيلم باستخدام آلة تنقل الفيلم من آلة العرض السينمائي إلى نسخة رقمية. هذه النسخ نادرة لأن آلات Telecine التي تصنع هذه النسخ تكون باهظة الثمن وكبيرة جدًا. ومع ذلك، فقد أصبحت مؤخرًا أكثر شيوعًا. تتمتع Telecine بشكل أساسي بنفس جودة DVD، نظرًا لأن التقنية هي نفس التقنية المتبعة لعمل نسخة من الفيلم الفعلي إلى دي في دي. ومع ذلك، فإن النتيجة أقل جودة لأن المصدر عادة ما يكون نسخ منخفضة الجودة. عادةً ما تتسبب أجهزة Telecine في حدوث حركة طفيفة بين اليسار واليمين في الصورة ومستويات الألوان تكون أقل مقارنة بأقراص دي في دي. يتم استخدام اسم HDTC للإشارة إلى أن التسجيل فيديو عالي الوضوح.

### PPV Rip
تأتي نسخ PPVRip من مصادر الدفع مقابل المشاهدة جميع إصدارات PPVRip هي أفلام جديدة تمامًا لم يتم إصدارها بعد إلى Screener أو دي في دي، ولكنها متاحة للعرض للعملاء الذين لديهم إشتراكات باقات تلفزيونية عالية الجودة.

### Screener
نسخ Screener هي نسخ DVD أو BDRip مبكرة من نسخة الفيلم السينمائية، وأرسلت إلى نقاد سينمائيين، أو أعضاء لجنة تحكيم إحدي المهرجانات السينمائية لأغراض المراجعة والتقييم نسخة Screener عادةً ما تحتوي على رسالة على الشاشة تقول تقريباً ما يلي: «الفيلم الذي تشاهده هو نسخة دعائية. إذا اشتريت هذا الفيلم من متجر بالتجزئة، برجاء الإتصال على الرقم التالي والإبلاغ عن الأمر.» أو إن كانت نسخة لفيلم مرشح لجائزة ما فيكتب: «من أجل تقييمكم». بصرف النظر عن هذا، تقوم بعض استوديوهات الأفلام بإصدار نسخ Screener الخاصة بها مع عدد من المشاهد تظهر باللونين الأبيض والأسود ثم تعود كما كانت. بصرف النظر عن هذه الرسالة، ومشاهدالأبيض والأسود التي تعرض، فإن نسخ Screener عادةً ما تكون ذات جودة أقل قليلاً من DVD-Rip، بسبب تقليل النفقات التي تنفق على تحسين الجودة إلى DVD. في بعض الأوقات يتم اقتصاص رسالة الشاشة وتسمية النسخة عبثاً باسم DVD-Rip.
ملاحظة: هناك استثناء صغير لنسخ Screener - نظرًا لأن المحتوى قد يختلف عن إصدار العرض المنزلي، فيمكن اعتباره نسخة أقل جودة من DVD-Rip (حتى لو تم إنتاج نسخة Screener من قرص DVD).

### دي دي سي
نسخة التوزيع الرقمية (دي دي سي) هي في الأساس مثل نسخة Screener، ولكنها تُرسل رقميًا بواسطة (FTP ،HTTP، إلخ) إلى الشركات بدلاً من النظام البريدي. هذا يجعل التوزيع أرخص. جودتها تكون أقل من جودة R5، ولكنها أعلى من Cam أو Telesync.
في مواقع Warez، يشير إختصار دي دي سي إلى المحتوى الرقمي القابل للتنزيل والذي لا يتوفر مجانًا.

### R5
ما يُعرف باسم R5 هي نسخ تنتج بدون إتقان ويتم طرحها بسرعة وبتكلفة زهيدة لتحارب قرصنة الأفلام في روسيا. يشير اسم R5 إلى منطقة رموز مناطق الدي في دي التي تشتمل على روسيا وشبه القارة الهندية ومعظم إفريقيا وكوريا الشمالية ومنغوليا. تختلف إصدارات R5 عن الإصدارات العادية من حيث أنها عبارة عن نقل مباشر للفيلم بدون أي معالجة للصور. إذا لم يحتوي قرص دي في دي على مسار صوتي باللغة الإنجليزية، تتم مزامنة فيديو R5 مع مسار صوتي إنجليزي تم إصداره مسبقًا. ثم يتم إضافة علامة LiNE.  هذا يعني أن الصوت غالبًا ليس بجودة DVD-Rip.

### DVD Rip
نسخة DVD-Rip هي نسخة العرض المنزلي التي تباع بشكل رسمي. في كثير من الأحيان بعد قيام مجموعة من القراصنة بإصدار DVD-Rip عالي الجودة، يتوقف «سباق» المواقع لإصدار هذا الفيلم. الإصدار عبارة عن ملف تداخل الصوت والفيديو ويستخدم برنامج ترميز XviD (البعض يستخدم DivX) للفيديو، وعادةً تكون صيغة الصوت mp3 أو AC3. نظرًا لجودتها العالية، تحل نسخة DVD-Rip محل أي نسخ سابقة تم إصدارها من قبل. نسخ DVD ذات الشاشة العريضة يشار إليها بـ"WS.DVDRip". الاختلاف بينها وبين DVDMux هو أن الثانية تستخدم ترميز x264 للفيديو، وترميز AAC أو AC3 للصوت ويجتمعان في ملف بصيغة ".mp4" أو ".mkv"

### DVD-R
يشير اسم DVD-R إلى إصدار العرض المنزلي النهائي لفيلم بنسخة دي في دي، بشكل عام نسخة كاملة من قرص دي في دي الأصلي. إذا تم إصدار قرص DVD الأصلي بنسخة دي في دي-9 ، فقد تتم إزالة الإضافات و / أو إعادة تشفير الفيديو لجعل الصورة مناسبة للنسخ الأقل تكلفة وأسرع لتنزيل نسخة دي في دي-5. غالبًا ما تصاحب إصدارات دي في دي-أر أقراص DVD-Rip. تكون نسخ دي في دي-أر أكبر في الحجم، وتكون بشكل عام حوالي 4.37 أو 7.95 جيجا بايت الموجودة على دي في دي.

### TV Rip
TVRip هي نسخ مسجلة من قنوات التلفزيون ويشار إلى النسخ عالية الدفة بـHDTV والنسخ متوسطة الدقة بـSDTV.

### VOD Rip
VODRip إختصار لكلمة Video-On-Demand Rip أي النسخ من منصة مشاهدة حسب الطلب. وتكون نسخ مسجلة أو منسوخة من إحدى منصات المشاهدة حسب الطلب.

### Web Download أو WEB-DL
يشير اسم WEB-DL (P2P) إلى ملف تم نسخه بلا ضغط من موقع البث، مثل نتفليكس وبرايم فيديو وهولو وكرانشي رول وDiscovery GO وBBC iPlayer وما إلى ذلك، أو تنزيله عبر موقع بيع أفلام عبر الإنترنت مثل متجر آي تيونز. الجودة جيدة جدًا، حيث لم يتم إعادة تكويدها. عادةً ما يتم استخراج مقاطع الفيديو بترميز (H.264 أو H.265) والصوت بترميز (AC3 / AAC) من متجر آي تيونز أو برايم فيديو ويتم جمعهم في ملف ماتروسكا دون التقليل في الجودة. ميزة هذه الإصدارات، أنها لا تحتوي على شعار شبكة قنوات مثل BD / DVDRip.تكون نسخ HDRip عبارة عن إصدارات مس من HDTV أو ملفات مصدر WEB-DL ، ولكن قد تكون أي نوع من أنواع تحويل HD.

### Web Rip
نسخة WEB-Rip تكون عبارة عن نسخة WEB-DL وتم ضغطها وتحويلها لإحدى الصيغ المعروفة كـMP4 وMKV.

### Web Capture
نسخة WEBCap هي نسخة تم إنشائها عن طريق تسجيل الفيديو من خدمة بث أفلام محمية بنظام تشفير DRM، مثل نتفليكس وبرايم فيديو. يمكن أن تتراوح الجودة من متوسط (يمكن مقارنته بترميز XVID منخفض الجودة) إلى ممتاز (يمكن مقارنته بترميز BR عالي الجودة). تعتمد جودة الصورة التي تم تسجيلها بشكل أساسي على سرعة الاتصال بالإنترنت ومواصفات جهاز التسجيل. غالبًا ما يتم تسمية WEBCap باسم WEBRip، مع كتابة ملاحظة مرفقة من قبل المشفر للسماح للآخرين بمعرفة أنه تم تسجيلها وتشفيرها بدلاً من رفعها بدون ضغط.

### HC HD Rip
في نسخ HC HDRip، إختصار HC يعني أن النسخة مدمج بها ترجمة ملصقة على الشاشة. يتم إصدار هذه النسخة بعد وقت قصير من رفع الفيلم من السينمات. يتم الحصول عليها عادةً من خدمات المشاهدة حسب الطلب الكورية مثل نافير. جودتها تكون أقل من جودتي WEB حيث يتم تسجيلها من على شاشة الكمبيوتر. يرجع سبب عدم تفضيلها إلى أن الترجمة في الفيديو تكون مدمجة ومصلقة على الشاشة، ولا يمكن حذفها. تصدر بعض مواقع قرصنة الأفلام نُسخًا مشوش فيها على الترجمة المصاحبة.

### BD Rip
تكون نسخ Blu-ray أو BluRay-Rip منسوخة مباشرة من قرص Blu-Ray إلى جودة 1080p أو 720p (اعتمادًا على جودة المصدر)، واستخدام ترميز x264 أو x265. نسخ BDRip هي من قرص Blu-Ray ومضغوطة إلى دقة أقل من مصدرها مثل (1080p / 720p / 576p / 480p). نسخ BRRip عبارة عن فيديو تم إنتاجه بالفعل بدقة HD ثم يتم ضغطه إلى دقة SD. نسخ BRRip تكون بدقة HD إلى دقة SD بينما يمكن أن تكون نسخ BDRip بدقة 2160p إلى 1080p، إعتماداً على الدقة بقرص المصدر. نسخة BDRip تكون مضغوطة إلى الدقة المستخدمة في DVDRip بواسطة الترميز XviD / x264 / x265 (عادةً ما يكون الحجم بين 700 ميجابايت و1.5 جيجابايت بينما تكون أحجام النسخ غير المضغوطة بين 4.5 جيجابايت إلى 8.4 جيجابايت أو أكثر). يتغير الحجم وفقًا لمدة وجودة الفيلم، ولكن كلما زاد الحجم زادت احتمالية استخدام الترميز x264 أو x265. جودة BD/BRRip تكون أفضل من DVDRip بسبب أن جودة المصدر تكون أعلى. عادةً يتم الخلط بين نسختي BDRip وBRRip، لكن الفرق بينهما هو ما ذُكر أعلاه.
نسخ أقراص البلو راي الكاملة بدون أي تعديل أيضاً موجودة ولكن ليست منتشرة، وهي مشابهة لإصدارات DVD-R. عادةً ما يكون الغرض منها إعادة نسخها إلى قرص لتشغيلها في مشغلات Blu-Ray.
تأتي نسخ البلو راي المقرصنة في أكثر من دقة مختلفة (أصبح معظمها غير مستخدم):
m-720p (أو mini 720p)
نسخة مضغوطة بدقة 720p وحجمها يتراوح بين 2 و 3 غيغابايت تقريبًا.
720p
حجمها يكون حوالي 4-7 جيجا بايت وهي النسخ الأكثر تنزيلًا لنسخة BDRip.
m-1080p (أو mini 1080p)
حجمه يكون أكبر بقليل من 720p.
1080p
يمكن أن يتراوح حجمها من 8 غيغابايت إلى 40-60 غيغابايت.
mHD (أو mini HD)
مكودة بنفس الدقة ولكن بفريم ريت أقل وأصغر في الحجم.
µHD (أو micro HD)
ترميز AVC + AC3 مضبوط بدقة في ملف صيغته MP4 تتراوح من 1 إلى 3 جيجابايت لكل فيلم، مع الحفاظ على دقة 1920 بكسل أفقي مع 2 إلى 2.5 ميجابت / ثانية.

### الاختصارات الشائعة
| الإختصار  | الشبكة التلفزيونية                                   |
| --------- | ---------------------------------------------------- |
| ABC       | شبكة قنوات إيه بي سي                                 |
| ATVP      | أبل تي في +                                          |
| AMZN      | استوديوهات أمازون                                    |
| BBC       | هيئة الإذاعة البريطانية                              |
| BOOM      | بوميرانج                                             |
| CBC       | هيئة الإذاعة الكندية / سي بي سي جيم                  |
| CBS       | شيكة سي بي إس                                        |
| CC        | كوميدي سنترال                                        |
| CR        | كرانشي رول                                           |
| CRAV      | Crave                                                |
| CRITERION | The Criterion Collection ‏                            |
| CW        | ذا سي دبليو                                          |
| DCU       | عالم دي سي السينمائي                                 |
| DSNP      | ديزني بلس                                            |
| DSNY      | قنوات ديزني (قناة ديزني، ديزني إكس دي، ديزني جونيور) |
| FBWatch   | فيسبوك ووتش                                          |
| FREE      | فري فورم                                             |
| FOX       | شركة فوكس التلفزيونية                                |
| HMAX      | إتش بي أو ماكس                                       |
| HULU      | هولو                                                 |
| HTSR      | هوتستار                                              |
| iP        | بي بي سي آي بلاير                                    |
| iT        | آي تيونز                                             |
| LIFE      | لايف تايم                                            |
| MTV       | شبكات فاياكوم سي بي إس الإعلامية المحلية             |
| ان بي سي  | شركة الاذاعة الوطنية                                 |
| NICK      | نيكلوديون                                            |
| NF        | نتفليكس                                              |
| OAR       | نسبة الشاشة الأصلية                                  |
| PCOK      | Peacock                                              |
| RED       | يوتيوب بريميم (المعروف سابقًا باسم يوتيوب ريد)        |
| TVNZ      | تلفزيون نيوزيلندا                                    |
| STAN      | Stan                                                 |
| STZ       | ستارز                                                |